# Moso-Bambus
Phyllostachys edulis (Syn.: Phyllostachys pubescens (Pradelle) Mazel ex J.Houz., Bambusa edulis Carrière, Bambusa heterocycla Carrière) oder Moso-Bambus – aus jap. Mōsō-chiku/-dake (孟宗竹, dt. „Meng-Zong-Bambus“), wobei Mōsō (chin. Meng Zong) einer der 24 Vorbilder der kindlichen Pietät ist – ist eine Bambus-Art der Gattung Phyllostachys innerhalb der Familie der Süßgräser (Poaceae).

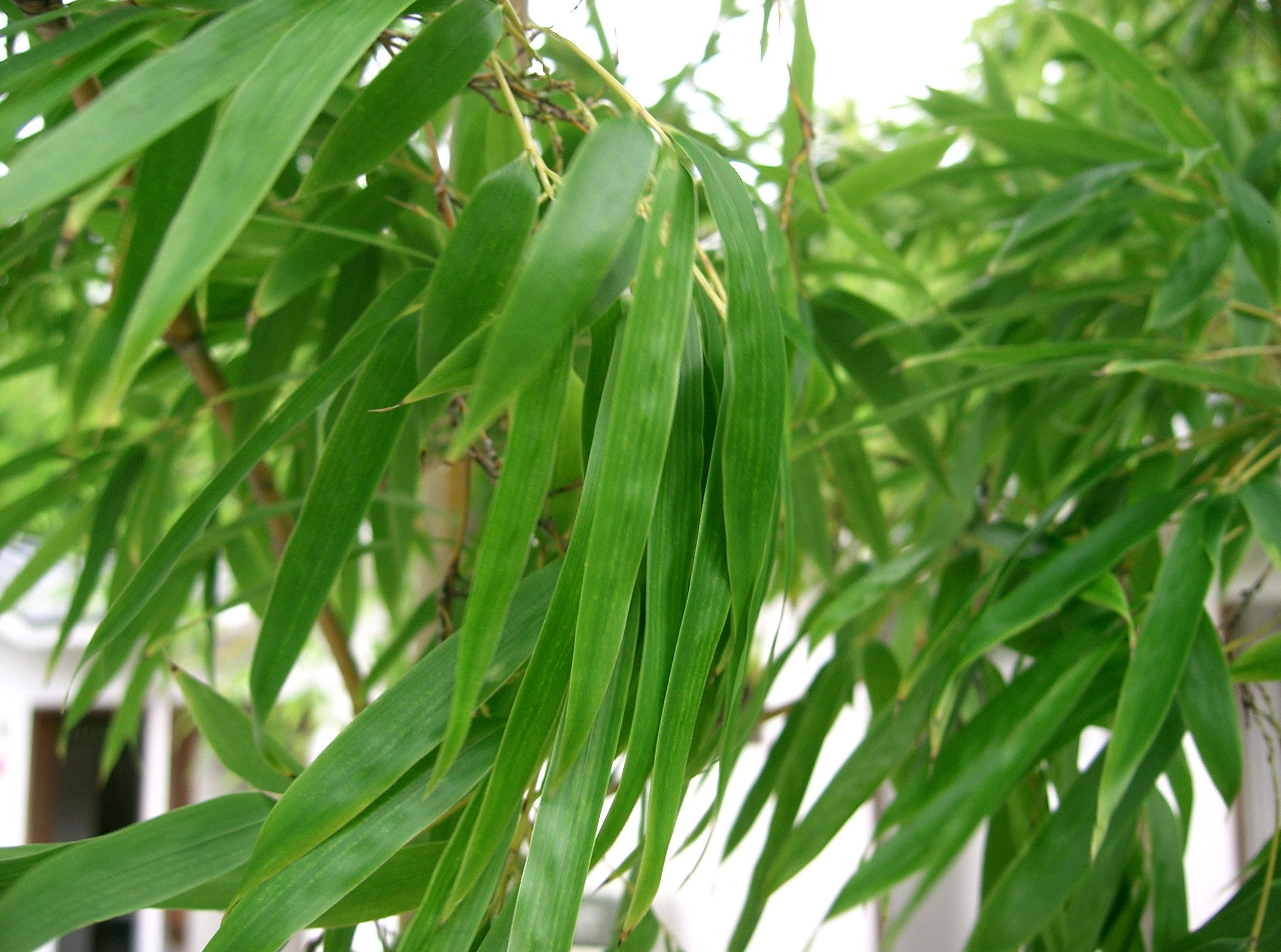
Blätter der Sorte Phyllostachys heterocycla 'Kikko-chiku'

## Beschreibung
Phyllostachys edulis ist der größte in gemäßigtem Klima anzutreffende Bambus und erreicht eine Wuchshöhe von 4 bis 12 m, in China sogar bis zu 30 m. Die Halme erreichen Durchmesser von 8 bis 18 cm, sind grün und bemehlt, die Halmscheiden sind behaart. Die Internodien sind bis über 40 Zentimeter lang. Der Austrieb ist beinahe schwarz. Die Laubblätter sind grün, mittelgroß, 4 bis 11 cm lang und 0,5 bis 1,2 cm breit und wachsen sehr dicht. Ein Halm kann bis zu 100.000 Blätter tragen. Diese Bambus-Art bildet viele Ausläufer.
Die Ährchen haben nur 1 Blüte. Die einzelne Hüllspelze ist 15 bis 28 Millimeter lang, die Deckspelze ist 22 bis 24 Millimeter lang. Der Staubfaden ist etwa 4 Zentimeter lang, die Anthere etwa 12 Millimeter lang. Die Karyopse ist 5 bis 10 Zentimeter lang und 15 bis 18 Millimeter breit.

## Vermehrung
Die Vermehrung ist sowohl über Rhizombildung als auch über Samen möglich.

## Etymologie
Lateinisch pubescens steht für behaart, was auf die Halmscheiden verweist, lateinisch edulis bedeutet essbar.

## Taxonomie
Der Moso-Bambus wurde 1866 von Élie Abel Carrière in Revue Horticole; résumé de tout ce qui parait d'intéressant en jardinage [etc.] Jahrgang 1866 Seite 380 als Bambusa edulis erstbeschrieben. Die Art wurde 1906 von Jean Houzeau de Lehaie in Le Bambou, son Etude, sa Culture, son Emploi. Mons Band 1 Seite 39 als Phyllostachys edulis (Carrière) J.Houz. in die Gattung Phyllostachys  gestellt. Synonyme von Phyllostachys edulis (Carrière) J.Houz. sind Phyllostachys pubescens (Pradelle) Mazel ex J.Houz., Phyllostachys heterocycla (Carrière) Matsum., Phyllostachys mitis auct. non Rivière. & C.Rivière.

## Heimat

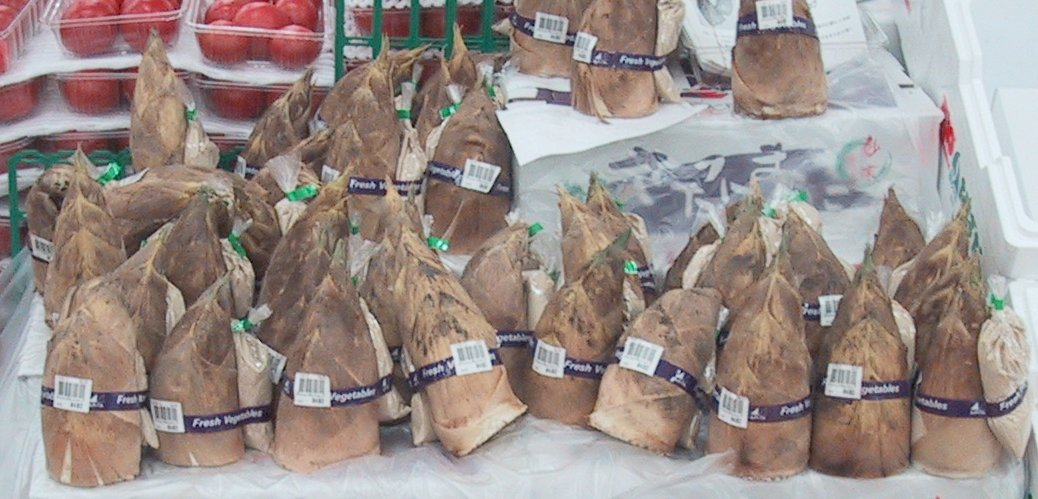
Sprosse von Phyllostachys edulis (Takenoko) in einem japanischen Supermarkt

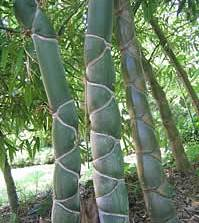
Phyllostachys pubescens var. Heterocicla 'Kikko'

Die Heimat des Phyllostachys edulis ist das östliche Zentral-China und Taiwan; in den Provinzen: Anhui, Fujian, Guangdong, Guangxi, Guizhou, Henan, Hubei, Hunan, Jiangsu, Jiangxi, Shaanxi, Sichuan, Yunnan, Zhejiang. Die Art wächst dort auf Berghängen in Höhenlagen von 400 bis 1000 m NN (manchmal auch höher).

## Kultur und Verwendung
Diese Art ist bis −15 °C winterhart, aber doch empfindlicher als z. B. Phyllostachys bissetii. Sie bevorzugt lehmige, saure, gut durchlässige Böden, die reich an Nährstoffen sind. Sie braucht reichlich Wasser. In Europa wächst sie besonders gut bei mediterranem Klima. Diese Bambus-Art wurde 1875 erstmals in Europa (Frankreich) eingeführt.
Sie wird in China wegen seiner fleischigen, wohlschmeckenden Sprossen angebaut. Die Sprossen können in Dosen auch in Europa gekauft werden. Aus dem Holz der Halme werden Ziergegenstände, Möbel und Parkett hergestellt, aus den Fasern Papier.

## Sorten
- Phyllostachys edulis 'Bicolor': Diese Sorte hat gelbe Halme mit grüner Streifung.
- Phyllostachys edulis 'Kikko' oder 'Kikko-Chiku' (Syn.: Phyllostachys edulis var. heterocycla)
- Phyllostachys edulis 'Subconvexa' (Syn.: Phyllostachys heterocycla f. subconvexa, Phyllostachys pubescens 'Subconvexa')
- Phyllostachys edulis 'Nabeshimana', (Syn.: Phyllostachys heterocycla f. nabeshimana, Phyllostachys pubescens f. luteosulcata)